# 格尔赞鳄属

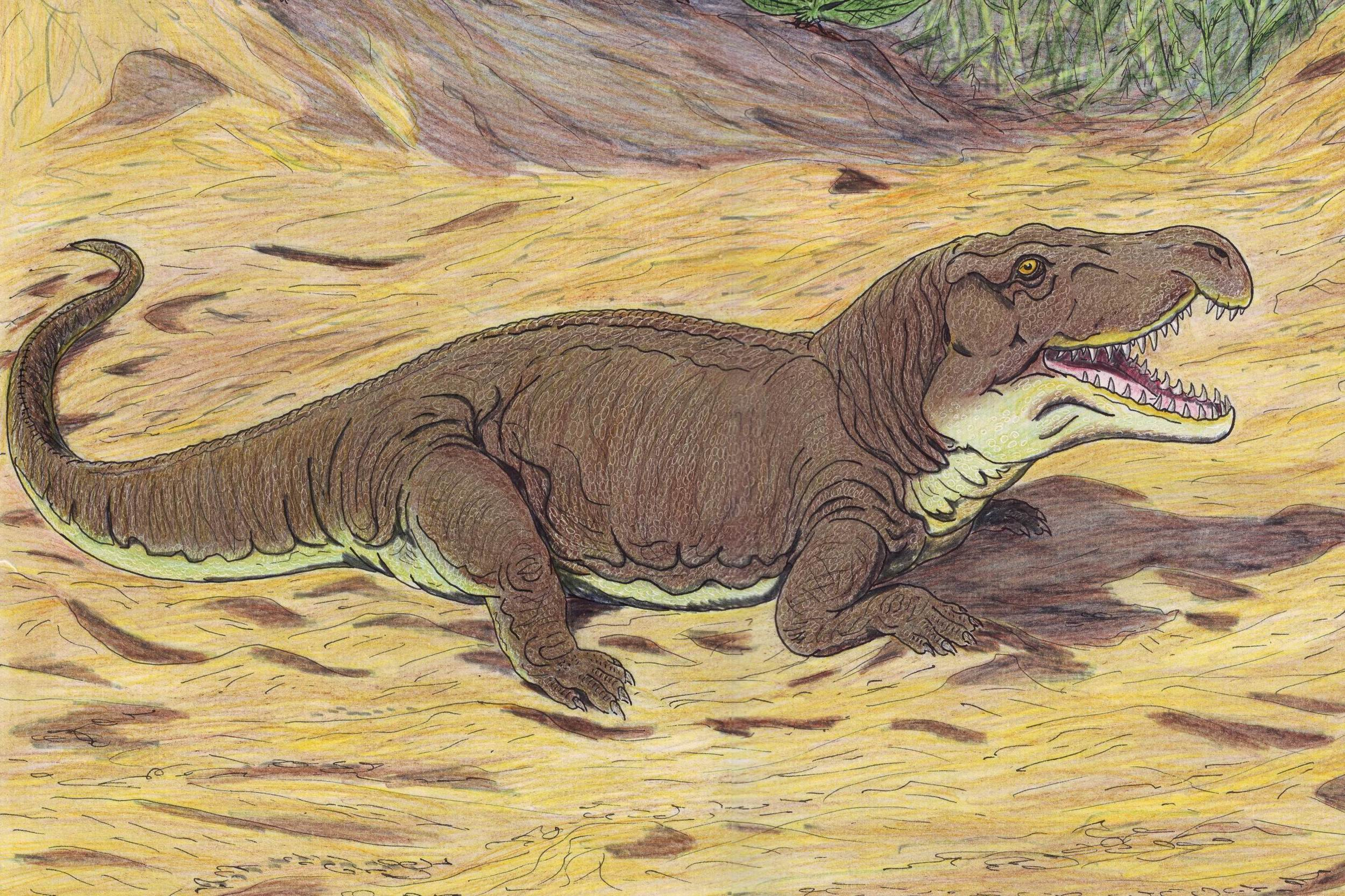
格爾贊鱷的想像圖

格爾贊鱷（學名：Garjainia）是主龍形類引鱷科的一屬。化石在俄羅斯以及南非卡鲁盆地犬颌兽组合带發現，並以俄羅斯地質學家格爾贊諾夫博士為名。牠們身長約1.5到2公尺。